# NGC 3576
NGC 3576 је емисиона маглина у сазвежђу Прамац која се налази на NGC листи објеката дубоког неба.
Деклинација објекта је - 61° 21' 44" а ректасцензија 11h 11m 32,7s. Привидна величина (магнитуда) објекта NGC 3576 износи 11,4. NGC 3576 је још познат и под ознакама ESO 129-EN5.